# 方文竹
方文竹（1961年—），安徽怀宁人，中国作家协会会员、诗人。

## 生平
1984年，毕业于安徽师范大学中文系。2008年，获中国人民大学哲学硕士学位。曾任中学教师和机关干部，现供职于宣城日报社。1983年开始发表作品，2008年加入中国作家协会，2010年发起成立“滴撒诗歌”，2011年《滴撒诗歌》创刊号出版。

## 主要作品
- 诗集：《荒岛与夜歌》（1990年）、《九十年代实验室》（2001年）、《各走一边》（2006年）、《春夜辞》（2007年）、《时间修补术》（2009年）、《他有一种铸剑的本事》（2011年）、《月牙湾》（2011年）等。
- 散文诗集：《东方海贝》（1990年）、《美人香草》（2000年）、《深夜的耳朵》（2006年）、《隐身人之歌》（2009年）。
- 散文集：《我需要痛》（2007年）、《深渊久了是坦途》（2015年）。
- 长篇小说：《黑影》（2006年）、《天边月》（2011年）。

## 所获奖誉
- 2007年 《美人香草》获得当代优秀散文诗作品集[3]
- 2011年 荣获第二届“中国·散文诗大奖”[4]
- 2013年 荣获“中国当代诗歌奖（2011—2012）”创作奖[5]
- 2014年 《月牙湾》荣登“2013年中国散文诗排行榜”作品类榜首[6]